# 奥斯特罗戈日斯克区
奥斯特罗戈日斯克区（俄语：Острогожский район）是俄罗斯联邦沃罗涅日州下辖的一个区，其行政中心为奥斯特罗戈日斯克。据2016年统计，该区的人口为58670人。